# Saint Nicolas (Britten)
Saint Nicolas è una cantata per tenore, coro e coro di voci bianche scritta da Benjamin Britten nel 1948 con testo di Eric Crozier, in occasione del centenario del Lancing College nel Sussex.
L'orchestra è composta da: archi, pianoforte a quattro mani, organo, e percussioni. Britten scrisse l'intera partitura per musicisti anche non professionisti, ad eccezione di alcune parti: il tenore solista, un quartetto d'archi per guidare gli altri archi e i percussionisti.

Saint Nicolas rappresenta la prima opera professionale di Britten destinata a musicisti dilettanti. Ora la cantata è spesso eseguita da gruppi giovanili e di dilettanti.

Con l'autorizzazione del Lancing College, la prima esecuzione avvenne durante il concerto di apertura del primo Festival di Aldeburgh diretta dal compositore con Peter Pears il 5 giugno 1948.

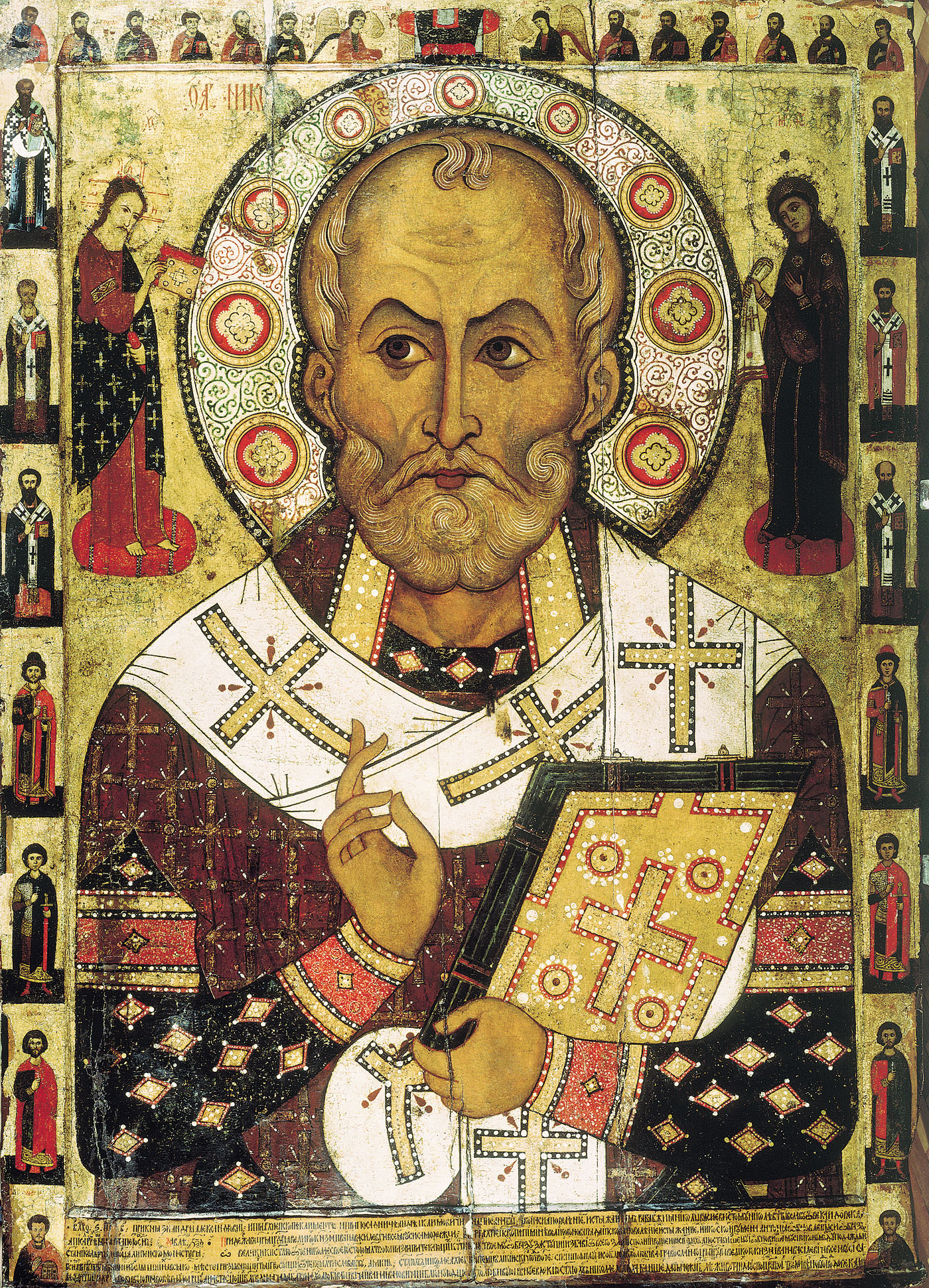
San Nicola

Il testo della cantata fu scritto da Eric Crozier dopo ampie ricerche sulla vita leggendaria di San Nicola, vescovo di Myra in Licia. Il libretto tratteggia un ritratto a forti tinte del santo, esagerando le leggende agiografiche che nei secoli si sono accumulate sulla storia d Nicola. La musica di Britten sottolinea la drammaticità del testo mediante forti contrasti nella strumentazione, nello stile di canto e nelle tessiture musicali.
La cantata si compone di nove parti:
- Introduzione
- Nascita di Nicola
- Nicola si consacra a Dio
- Viaggio in Palestina
- Nicola giunge a Myra ed è consacrato vescovo
- Nicola dalla prigione
- Nicola e i ragazzini messi in salamoia
- Opere caritatevoli e miracolose
- Morte di Nicola.